# Bernard Codd
Bernard Codd (Wrangle, Boston, Lincolnshire, 1934 - onbekend, 29 juli 2013) was een Brits motorcoureur.

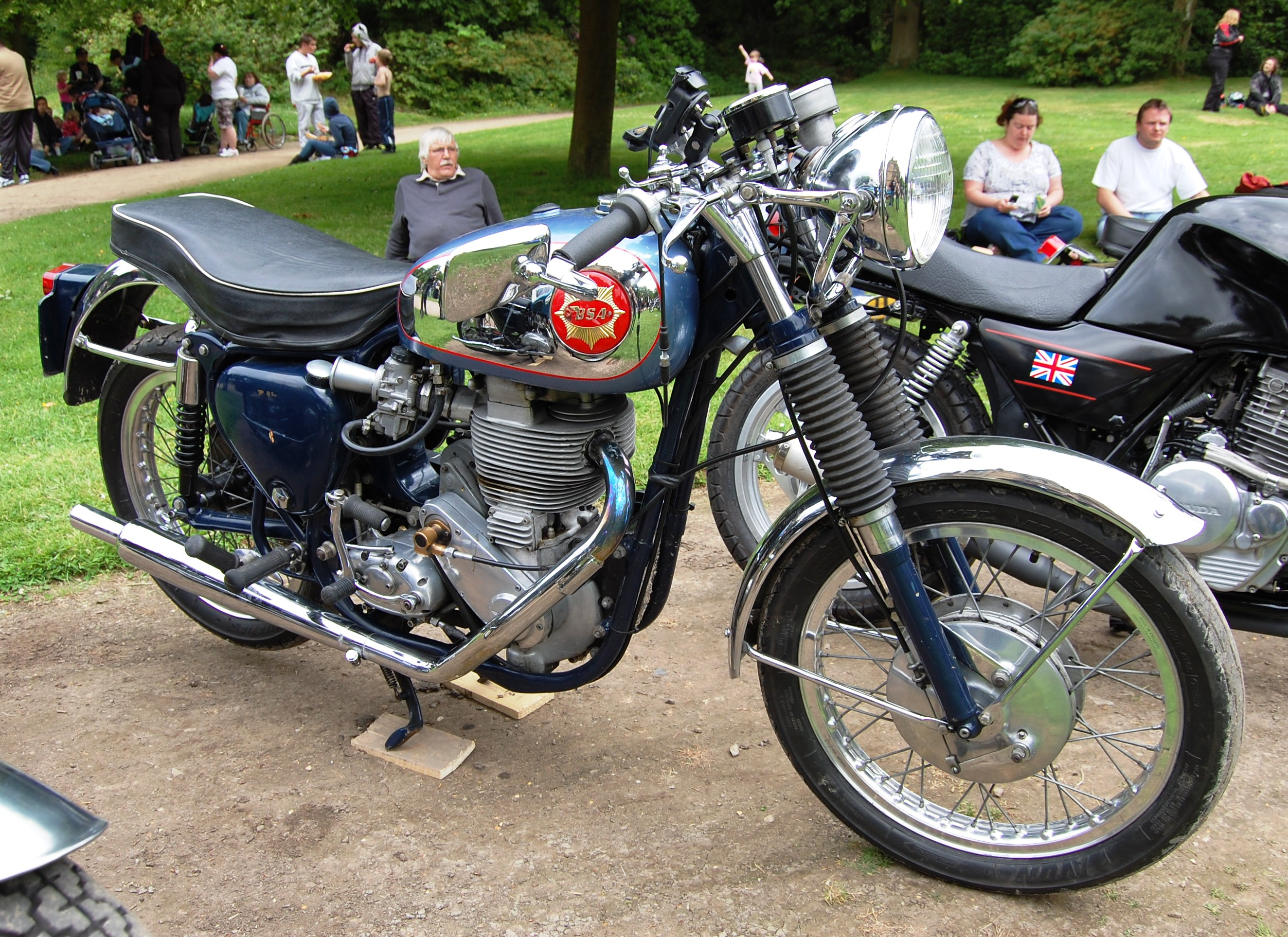
BSA Gold Star

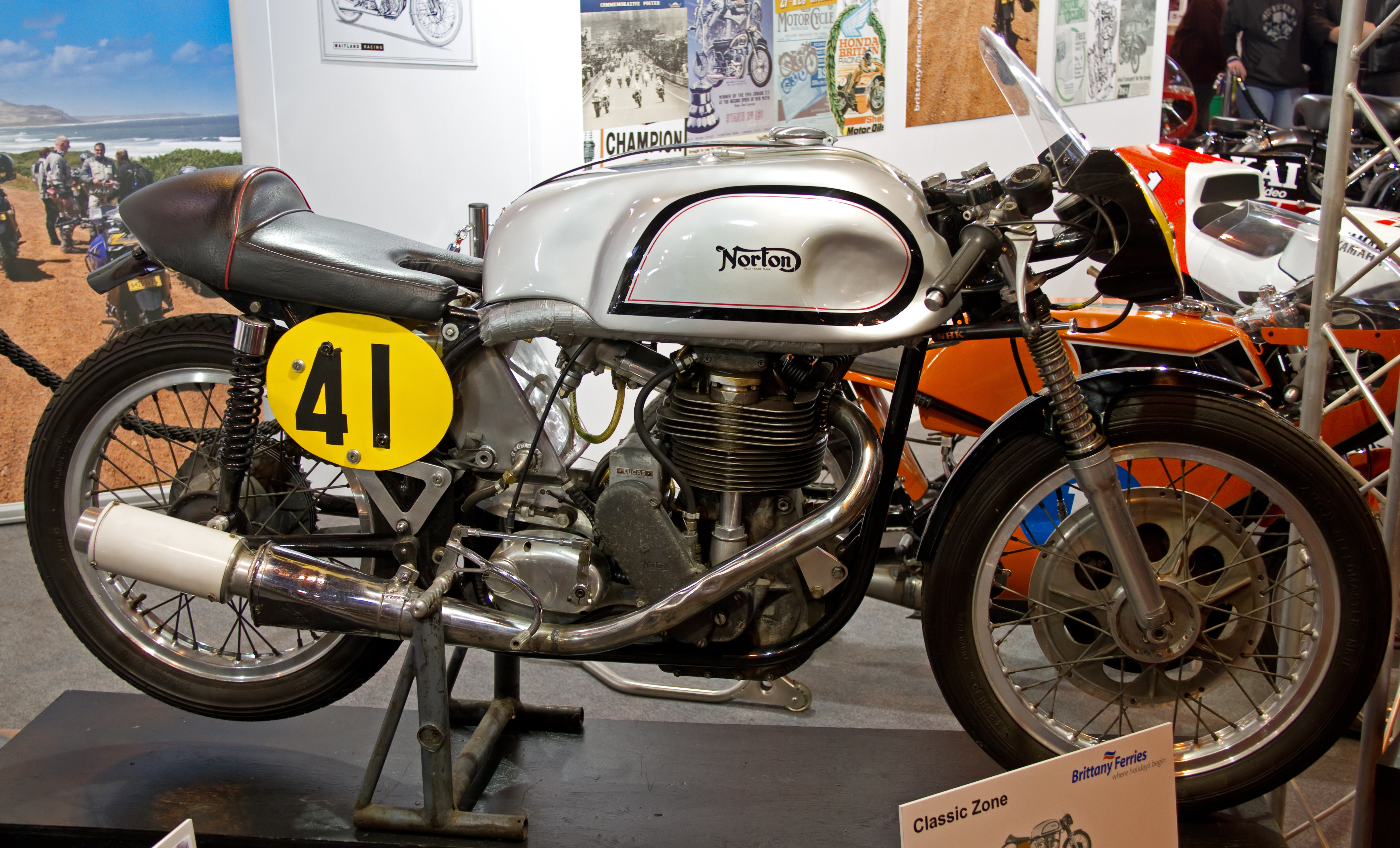
Norton Manx

Codd werd als boerenzoon geboren in Wrangle, op de boerderij die al zeven generaties in het bezit was van de familie. Hij maakte zijn eerste motorfietsmeters als elfjarige op zijn vader's erf met een Ariel-Triumph-zelfbouwcombinatie die zijn zwager had gebouwd. Daarna volgde een OK Supreme-JAP en op zijn zestiende verjaardag kreeg hij van zijn vader een 350cc-AJS. Bernard Codd werd voorgesteld aan Austin Munk een garagehouder uit het nabijgelegen Leverton, die toen als sponsor van streekgenoot Dickie Dale uit Wyberton optrad. Dale concentreerde zich echter op de wegrace, terwijl boerenzoon Codd meer interesse had in de trial. Munk nam ook hem onder zijn hoede en Codd ging trials rijden met een James Trials en later met een Norton 500 T. Vijf jaar lang reed Codd met succes trials, maar toen Dickie Dale intussen was opgeklommen tot fabrieksrijder bij Moto Guzzi drong Munk aan op de overstap naar wegraces. Codd debuteerde in 1955 met een door Sam Coupland getunede 350cc-BSA DB32 Gold Star op het circuit van Snetterton. Voor het seizoen 1956 bestelde Munk twee Norton Manx-productieracers, maar de levertijd was te lang om het seizoen ermee te beginnen. Daarom bestelde Munk ook twee nieuwe BSA's, zodat Codd in elk geval in de Clubmans Junior TT en in de Clubmans Senior TT zou kunnen starten. Dat waren net als de Manx Grand Prix races voor amateurs, niet op productieracers maar op clubmanracers.
Codd nam vijf weken vrij van de boerderij om met een Matchless G9 het lange circuit te leren kennen. Daarbij kreeg hij hulp van Geoff Duke, die weliswaar door de FIM geschorst was vanwege zijn bemoeienis met de rijdersstaking tijdens de TT van Assen van 1955, maar die op het eiland Man woonde. Austin Munk was behulpzaam geweest bij Duke's overstap naar Gilera en als wederdienst gaf Duke tips aan Bernard Codd en hij reed hem zelfs rond met zijn Aston Martin DB2.
Bernard Codd debuteerde op het eiland Man op 14 juni 1956 in de 350cc-Clubmans Junior TT. Codd won de race door van start tot finish aan de leiding te rijden, met een gemiddelde snelheid van 132 km/uur op de 60km-lange Snaefell Mountain Course. Nog op dezelfde dag won hij ook de 500cc-Clubmans Senior TT, na een hevig gevecht met Ron Jerrard, eveneens op een BSA. Na de eerste ronde wist Codd van Jerrard weg te rijden en hij reed een gemiddelde van 138,4 km/uur.
Zo werd Bernard Codd de enige amateur die twee Clubmans TT's in hetzelfde jaar, zelfs op dezelfde dag, wist te winnen. Hij gebruikte de BSA's ook nog om met teamgenoot Frank Rutherford deel te nemen aan de negen-uursrace op Thruxton, waar ze tweede werden nadat ze verkeerde pitsignalen hadden gekregen en dachten dat ze gewonnen hadden. Intussen arriveerden de Nortons en in een aantal races versloeg Bernard Codd grote namen als John Hartle en Bob McIntyre. In de Manx Grand Prix van 1956 werd hij vierde in de Junior-race.
Zo bleef hij ook in het voorjaar van 1957 met de Nortons aantreden. Tijdens de Jubilee TT, waarin hij zelf elfde werd, zag hij hoe het was om met echt snelle machines te kunnen racen, toen hij werd gepasseerd door Dickie Dale met de Moto Guzzi V8 en door Bob McIntyre met de Gilera viercilinder, die allebei ruim 40 km/uur sneller liepen dan Codd's Norton.
Norton had toen al geen fabrieksteam meer, maar coureurs die het op de Mountain Course goed deden stonden altijd in de belangstelling van Italiaanse merken, omdat de Isle of Man TT nog steeds als de belangrijkste race van het jaar werd beschouwd. Codd's carrière werd echter in de kiem gesmoord door een val in Crystal Palace, waarbij hij een dijbeen brak en zijn racecarrière moest afsluiten.
Later hoorde Bernard Codd dat Austin Munk inderdaad al onderhandelde met Giuseppe Gilera over een overstap.